# Daag: A Poem of Love
Daag: A Poem of Love è un film indiano del 1973 diretto da Yash Chopra.
Si tratta di un adattamento del libro di Thomas Hardy The Mayor of Casterbridge (1886).

## Remake
Il film è stato oggetto di remake per un altro film in lingua telugu dal titolo Vichitra Jeevitham (1978), diretto da V. Madhusudhan Rao.

## Premi
- Filmfare Awards
  - 1974: "Best Director" (Yash Chopra), "Best Supporting Actress" (Raakhee)